# حركة العائلة الليتوانية
حركة العأئلة الليتوانية (الليتوانية: Lietuvos šeimų sąjūdis) (بالإنجليزية: Lithuanian Family Movement)هي حركة يمينية تقليدية مناهضة للجنس في ليتوانيا. ينصب التركيز الأساسي للاتحاد على التعبير عن معارضته لمشاريع القوانين التي يعتبرها في الغالب مخالفة للدستور وتهديدًا للأسرة النووية التقليدية، ورفاهية الأطفال، والمجتمع ككل، مثل إضفاء الشرعية على الزيجات المدنية من نفس الجنس.، والزواج من نفس الجنس، وإلغاء تجريم المخدرات، والتصديق على اتفاقية اسطنبول أو جوازات سفر اللقاح. تأسست حركة الأسرة الليتوانية في 27 يونيو 2021  كرد فعل على حزب اتحاد الوطن، وهو حزب محافظ حصل على غالبية الأصوات في الانتخابات البرلمانية لعام 2020 وشكل ائتلافًا مع حزب الحرية الليبرالي، وبدأ في الترويج لسياسات المثليين.. قام بعض الأفراد المنخرطين في الحركة بأعمال عنيفة خلال الاحتجاجات.

## هيكلية الحركة وأيديولوجيتها
حركة الأسرة الليتوانية هي كيان اجتماعي سياسي موحد مع Raimondas Grinevičius  جنبًا إلى جنب مع مجلس الأعضاء التسعة الآخرين الذين يعملون كقيادة أساسية.  تنظم الحركة مسيرة، تُعرف بمسيرة الدفاع عن الأسرة الكبيرة (الليتوانية: Didysis šeimų gynimo maršas)، سنويًا. إن الغرض من مثل هذه التجمعات على مستوى البلاد هو «حماية الدولة الليتوانية من الإجراءات المناهضة للدستور، التي تنتهك الحقوق والحريات الأساسية للمجتمع». وهم منظمون أيضًا «للدفاع عن أطفال وشباب وعائلات ومدارس بلادنا من التأثير الضار للأقليات الجنسية...» 